# Rez
Rez est un jeu vidéo développé par United Game Artists et édité par Sega. Il est sorti sur Dreamcast et PlayStation 2  en 2001,,,.
Le jeu a été réédité sous le titre Rez HD et Rez Infinite.

## Système de jeu

### Généralités
Rez est un rail shooter en 3D où le joueur ne dirige pas directement son personnage mais seulement le viseur, à l'instar de Panzer Dragoon. Il est possible de locker (verrouiller son viseur) sur jusqu'à 8 ennemis pour faire un combo. Chaque ennemi locké ou tué produit un son qui complémente la musique de fond. Ainsi le joueur influe directement sur la musique du jeu. Le tout soutenu par plusieurs effets de lumière et un design.
L'immersion du joueur dans Rez peut atteindre un tel degré qu'il est indispensable de suivre scrupuleusement les conseils visant à protéger les personnes sujettes à l'épilepsie dite photosensible. Même si ce jeu ne fait pas appel à des effets stroboscopiques, les autres effets visuels sont à même de pouvoir provoquer ce genre de crise. Un avertissement en fait clairement état au lancement du jeu.[réf. nécessaire]

### Histoire
L'univers de Rez se passe dans un réseau informatique que le héros, un virus informatique, devra explorer et détruire afin de délivrer une mystérieuse femme, Eden, enfermée dans le système.

### Modes de jeu
Le mode « normal » offre quatre niveaux à explorer, et un cinquième se débloque une fois les autres analysés à 100 %. Le mode voyage est en fait le mode entraînement, où il est possible de rejouer aux niveaux déjà terminés en étant invincible.
En mode « score attaque », le joueur pourra rejouer un niveau dans le but de faire le plus haut score. Il prend en compte les chains. Les points que rapportent un ennemi détruit sont multipliés par le nombre d'ennemis simultanément ciblés.
Le mode « beyond » se débloque lorsque le joueur a complété le mode normal. Il permet entre autres de rejouer l'ensemble du jeu d'une traite, avec différentes ambiances visuelles, et d'accéder à certains niveaux expérimentaux.

## Développement

### Inspirations
Le nom de développement de Rez était Project-K, en référence au peintre Wassily Kandinsky. Cependant, Tetsuya Mizuguchi a précisé qu'il s'était appuyé sur les théories de ce dernier (sur les formes et les couleurs) et non pas sur ses œuvres. Dans le générique de fin, le jeu est dédié à Kandinsky.
Le slogan du jeu faisait expressément référence à un phénomène neurologique appelé synesthésie (« Ladies and Gentlemen, open your senses. Go to Synaesthesia » / « Mesdames et messieurs, ouvrez vos sens. Allez en Synesthésie »). Ce phénomène consiste, de façon résumée, en un mélange des sens : un stimulus visuel produira par exemple un son chez la personne atteinte. Rez joue énormément sur ce mélange des sens : le moteur du jeu synchronise les effets visuels et sonores ainsi que la vibration de la manette de telle façon que le joueur ressente plusieurs sensations simultanées provoquées par ses actions. Mizuguchi explique que « Si on dissèque ce jeu pour n'en garder que la substance, on s'aperçoit qu'il est basé sur le call and response. Par exemple si [le joueur] fait une action, cela équivaut au call. À ce moment-là, la réponse revient par le son et l'image. C'est là qu'il faut saisir notre chance : plutôt que de donner au joueur ce qu'il attend par instinct, c'est le moment de lui donner de l'émotion. Si on choisit de lui donner une émotion agréable, la répétition du signal et de la réponse entraîne une séquence de plus en plus agréable.» .
Mizuguchi a aussi avoué une parentée peu connue de Rez avec Xenon 2: Megablast, un shoot'em up des Bitmap Brothers sorti sur Amiga et Atari ST. La musique de fond de ce jeu était le morceau Megablast (Hip Hop on Precinct 13) du groupe Bomb the Bass. Mizuguchi dit avoir été impressionné à l'époque par le lien fort qui existait entre cette musique et l'action du jeu. C'est l'idée de faire un shoot'em up renforçant ce lien qui a fortement participé à l'inspiration de Rez.
Plusieurs journalistes ont attribué au film Tron l'inspiration graphique du jeu. Ceci a été démenti par Mizuguchi qui a précisé qu'il voulait que le joueur sente que l'univers du jeu se construise au fur et à mesure de sa progression dans les niveaux. L'équipe de design a en conséquence proposé un univers simple en 3D « fil de fer » qui se complète au fur et à mesure du jeu par des textures et autres effets de lumière. La comparaison fréquente avec Tron vient du fait que l'aspect visuel de ce film évolue de la même manière au cours de son déroulement.

### Équipe
- Producteur : Tetsuya Mizuguchi
- Réalisateur : Junichi Kobayashi

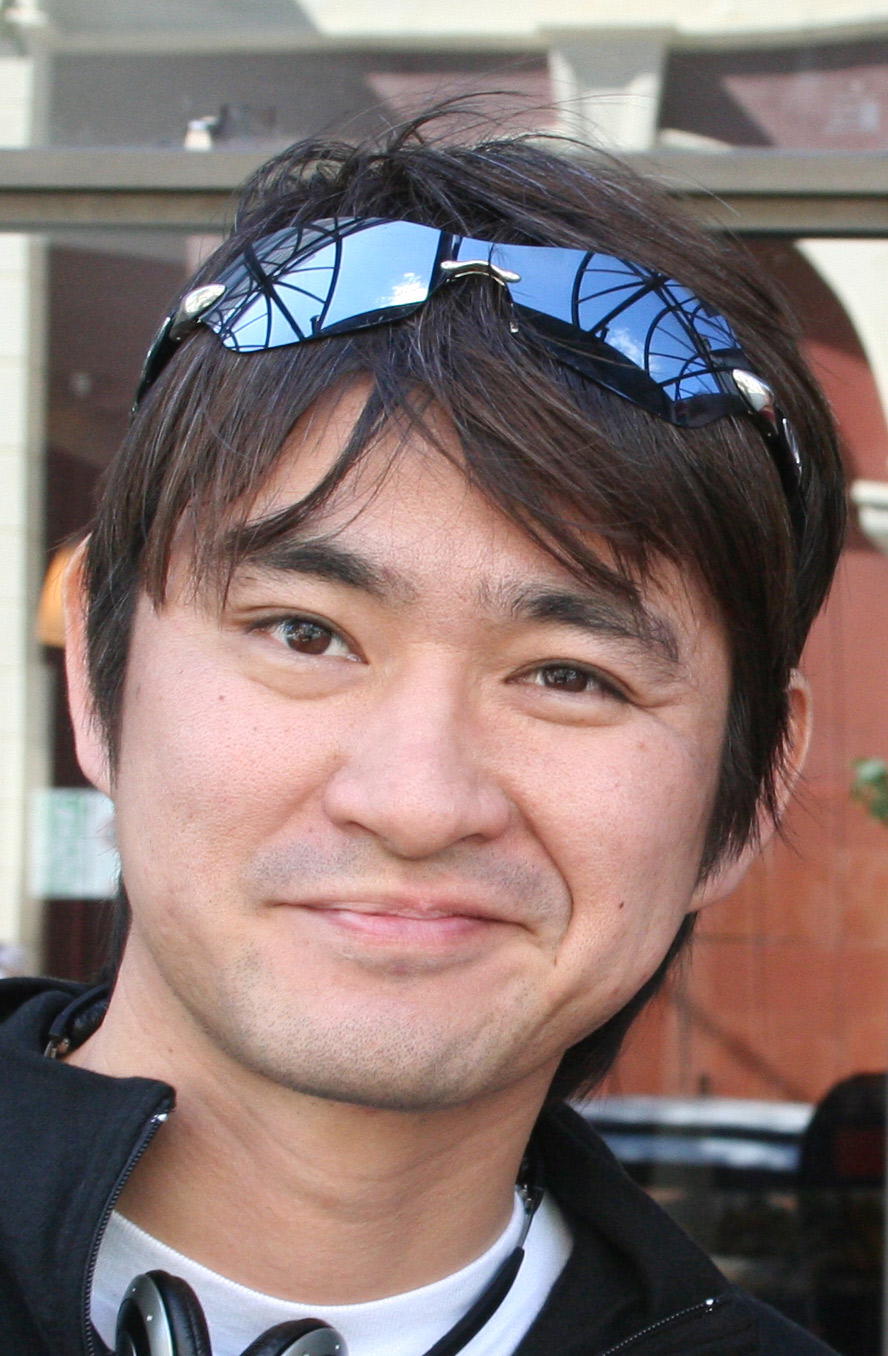
Tetsuya Mizuguchi est le producteur du jeu.

- Designer graphismes : Ryutaro Sugiyama, Jake Kazdal
- Planificateur : Hiroyuki Abe
- Assistant réalisateur : Yu Omura
- Chief Technical Officer : Ryuichi Hattori
- Senior Assistant Producer : Mineko Okamura
- Game Designer : Katsuhiko Yamada
- Réalisateur technique : Osamu Hori
- Designer sons : Keiichi Sugiyama

### Trance Vibrator
La PlayStation 2 a reçu une édition du jeu qui inclut un accessoire dédié : le « Trance Vibrator ». Il se présente sous la forme d'un objet oblong se branchant sur le port USB de la console et vibrant en rythme avec l'action et la musique du jeu.
Cet accessoire a fait l'objet d'une controverse car la forme et fonction de l'accessoire rappelle ceux d'un vibromasseur féminin. Tetsuya Mizuguchi déclare avoir conçu l'accessoire comme une « blague sérieuse, sans connotation sexuelle », et destinait que l'accessoire soit positionné sur les pieds ou les mains.

## Niveaux et morceaux
- Area 1: Buggie Running Beeps par Keiichi Sugiyama
- Area 2: Protocol Rain par Mist
- Area 3: Creation The State Of Art par Ken Ishii
- Area 4: Rock Is Sponge par Joujouka
- Area 5: Fear par Adam Freeland

- Boss attacks: Realize par Coldcut & Tim Bran
- Lost area: F6 g5 par Ebz
- Trance mission: P-project par Oval

Ces morceaux sont disponibles en version remixée sur le CD de la bande originale intitulé Rez - Gamer's Guide to..., à l'exception de certains thèmes d'introduction et de fin.
Dans le jeu, les musiques ont été remixées par l'équipe de design sonore de United Game Artists afin de créer un système de progression dans la construction du son : plus on avance dans le niveau, plus la musique s'enrichit.

## Postérité

### Rééditions
Le jeu a été réédité en janvier 2008 sur Xbox 360 sous le nom de Rez HD. Il est disponible uniquement sur le Xbox Live Arcade. Il est possible de jouer en haute résolution ou avec la version originale.[pas clair] Rez HD permet d'utiliser jusqu'à 3 manettes Xbox 360 comme vibreurs, pour rendre l'expérience du Trance Vibrator plus accessible.
En 2016, une nouvelle version de Rez est sortie sur les consoles de jeux vidéo de huitième génération, étant notamment sortie sur PS4 en premier : Rez Infinite (∞).
Il s'agit d'un réédition modernisée par les développeurs "Monstars Inc." et "Resonair". Il fut édité par "Enhance Games".
Les graphismes et la fluidité du jeu ont été améliorés grâce au performances accrue des consoles de la génération. Cela aura permis un rendu visuel de haute-fidelité (jusqu'à 4K sur certains supports), un taux de rafraîchissement qui atteint les 60 images par seconde, et l'option du son "Surround" jusqu'à 7.1.
Cette version ne se limite pas à un simple portage puisqu'elle est dotée d'un mode appelé "Zone X", unique à Rez Infinite, dans lequel le joueur peut se déplacer librement (contrairement au mouvement classique de Rez) et où les graphismes ont été modernisés, notamment par l'utilisation extensive du rendu de particules accéléré par matériel graphique.
De plus, afin d'exploiter le nouveau casque de réalité virtuelle de la PS4, le PlayStation VR, cette version dispose d'un mode "VR", dans lequel le joueur est plongé à l'intérieur du monde onirique et psychédélique de Rez, regardant tout autour de lui grâce au casque VR et contrôlant le jeu à l'aide de(s) PS Move.

### Child of Eden
Child of Eden est la suite spirituelle de Rez, elle a été annoncée pendant l'E3 2010. Le jeu s'inspire du système rail shooter avec une musique évolutive à dominante électronique, largement adaptée de l'album des Genki Rockets Heavenly Star.
L'univers  est cependant différent aussi bien au niveau des formes qu'au niveau des couleurs. De plus, il est à noter qu'une interaction est possible avec la caméra de Microsoft, le « Kinect », et le « PlayStation Move » de Sony afin de faciliter l'immersion du joueur dans l’expérience multi-sensorielle qu'offre Child of Eden.

### Remixes
- United Game Artists a donné une soirée au Japon au cours de laquelle des DJ remixaient les morceaux de Rez et Space Channel 5[10].

- Fear a été remixé par Adam Freeland sous le nom Mind Killer dans son album Now & Them.